# Ludvík I. Orleánský

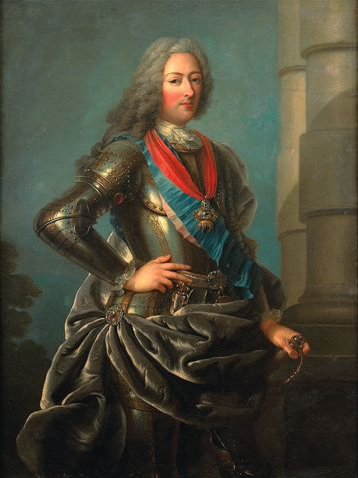
Ludvík I. Orleánský

Ludvík I. Orleánský (francouzsky Louis Ier d’Orléans, duc d'Orléans, 4. srpna 1703, Versailles – 4. února 1752, Paříž) byl jediným manželským synem a dědicem Filipa II. Orleánského.

## Život

### Původ
Ludvík se narodil jako jediný syn ze sedmi dětí orleánského vévody a pozdějšího regenta Francie Filipa II. a jeho manželky Františky Marie Bourbonské, legitimizované nemanželské dcery francouzského krále Ludvíka XIV. a jeho oficiální milenky Madame de Montespan. Byl tak jediným pokračovatelem hlavní rodové linie Bourbon-Orléans.
Princův otec Filip II. Orleánský byl synem vévody Filipa I. Orleánského, mladšího bratra krále Ludvíka XIV., a jeho druhé manželky Alžběty Šarloty Falcké („Liselotte“); jako takový byl Ludvíkovým synovcem. Roku 1692 se Král Slunce přes odpor svého bratra rozhodl, že svou teprve patnáctiletou nemanželskou dceru Františku Marii provdá za jejího sedmnáctiletého bratrance Filipa. Vystrojil jí nádhernou nákladnou svatbu a obdaroval mladé novomanžele šperky a rozsáhlými majetky. Manželé byli velmi rozdílní a Filip II. se velmi záhy vrátil ke svému dřívějšímu nevázanému způsobu života. Přesto však přivedla vévodkyně Františka Marie v letech 1693–1716 na svět sedm dcer a jednoho syna – pozdějšího vévodu Ludvíka I. Orleánského.

### Mládí
Výchovy se princi dostalo v malé míře od jeho matky Františky Marie Bourbonské a babičky Liselotte, především však spočívala v rukou jeho vychovatele, vzdělaného opata Mongaulta.
Od 30. ledna roku 1718 byl otcem, v té době regentem Francie ve jménu neplnoletého krále Ludvíka XV., uveden do Regentské rady a následujícího dne Válečné rady. Neváhal oponovat některým rozhodnutím svého otce a jeho prvního ministra kardinála Duboise.
Roku 1719 byl jmenován guvernérem Dauphiné a třebaže nesídlil v této provincii, jak bylo tehdy zvykem, vykonával svou funkci s velkým nasazením. Roku 1720 byl jmenován 41. velmistrem Řádu svatého Lazara jako první člen vládnoucí dynastie Bourbonů. Roku 1721 se stal generálním velitelem pěchoty (Colonel général) francouzských vojsk.
Jeho duševní a povahový vývoj byl komplikovaný. Jak napsal markýz d'Argenson: „... vévoda orleánský ... ve svém mládí měl v oblibě vášnivé ženy, aniž by uvažoval o riziku, jež to znamená pro jeho zdraví. Poté se chtěl postavit do čela husarů a dát se na dráhu studenta medicíny. Později miloval vášnivě lov. Nakonec, oddav se zbožnosti, věnoval se církevním otcům a anakoretům.“

### Manželství

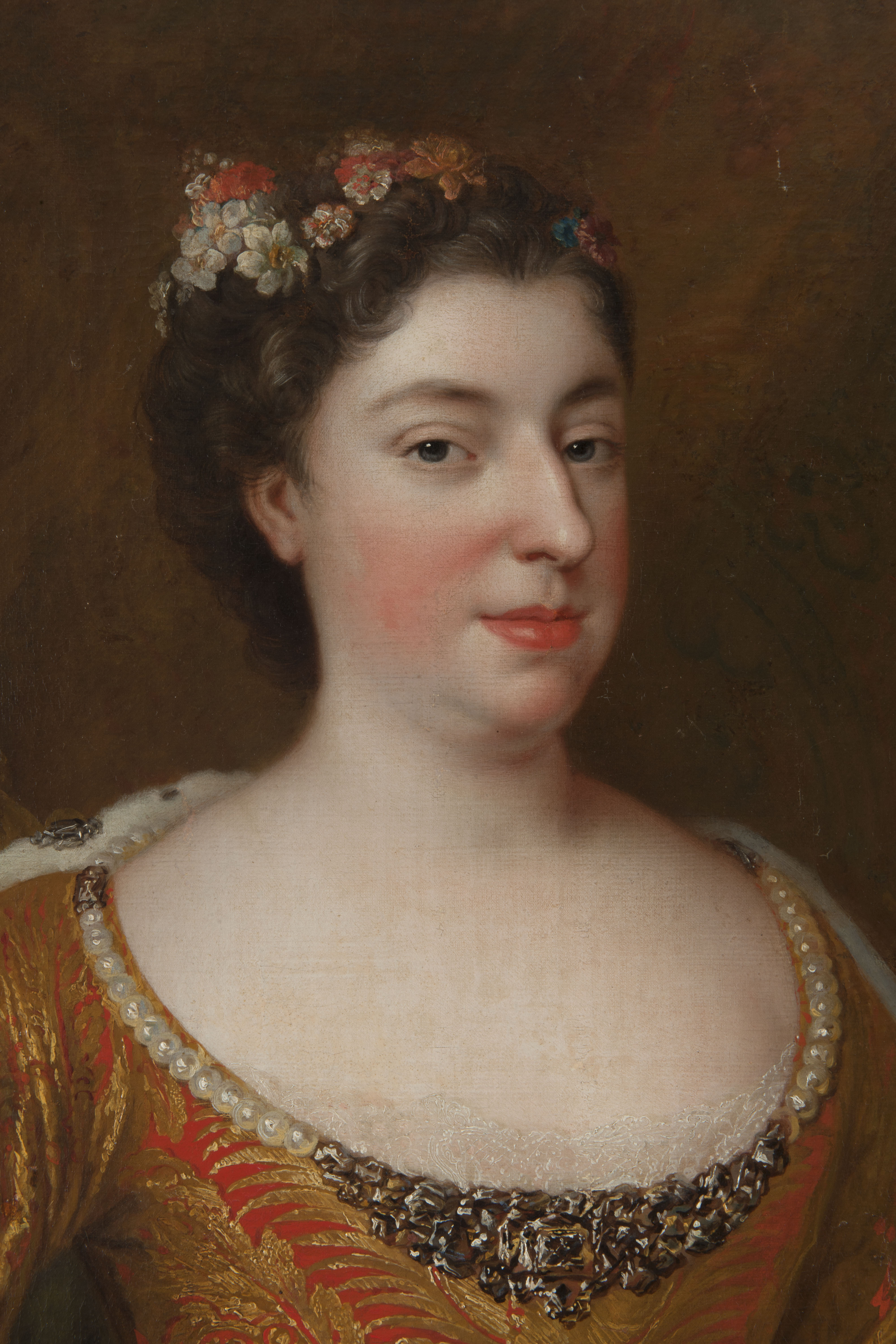
Portrét identifikovaný jako Augusta Bádenská, manželka Ludvíka I. Orleánského

Uzavření Ludvíkova manželství bylo delikátní záležitostí. Koncem roku 1721 se ruský velvyslanec pokusil dohodnout jeho sňatek s dcerou ruského cara Petra Velikého Alžbětou Petrovnou (pozdější ruská panovnice v letech 1741–1761), avšak na překážku bylo jednak rozdílné vyznání, jednak především to, že Syn Francie by se v případě realizace sňatku musel spokojit s titulem «Nejjasnější výsost», zatímco jeho žena by měla hodnost «Její imperátorské Veličenstvo». Další princezna, o níž se uvažovalo, byla Ludvíkova sestřenice, Alžběta Alexandrina Bourbonská, nejmladší dcera Luisy Františky Bourbonské, starší sestry jeho matky. Dívka však byla také mladší sestrou Ludvíkova největšího rivala, vévody de Bourbon; padla tedy i tato varianta. Když pak Regent, Ludvíkův otec, roku 1723 zemřel, vyvstala potřeba uzavřít sňatek naléhavě. Volba padla na princeznu Augustu Bádenskou (1704–1726), dceru bádenského markraběte Ludvíka I. a Františky Sasko-Lauenburské, jež měla genealogický původ bez poskvrny a jejíž oba rodiče byli znamenití katolíci, což kompenzovalo i relativně malé věno ve výši pouhých 80.000 liber. Manželství v zastoupení bylo uzavřeno 18. června roku 1724 v bádenském Rastattu, vlastní svatba se uskutečnila 13. července v Sarry (Marne). Snoubenci se do sebe zamilovali na první pohled. Z jejich manželství vzešly dvě děti, syn a dcera, ta však v necelých dvou letech zemřela.
- Ludvík Filip, vévoda ze Chartres, později vévoda orleánský, zvaný «Velký» (12. května 1725 – 18. listopadu 1785).
- Luisa Marie Orleánská, «Mademoiselle» (5. srpna 1726 – 14. května 1728); zemřela v necelých dvou letech.

Manželství trvalo jen krátce. Narození druhého dítěte zaplatila mladá matka životem – zemřela tři dny po porodu, 8. srpna 1726. Ludvík se již nikdy neoženil, třebaže jeho teta Alžběta Charlotta Orleánská, lotrinská vévodkyně, mu navrhovala za ženu jednu ze svých dcer (Alžbětu Terezu nebo Annu Charlottu); Ludvík její nabídku striktně odmítl.

### Vévoda orleánský
Po smrti svého otce (2. prosince 1723) se stal čtvrtým vévodou orleánským v nové dynastii založené Gastonem Orleánským. Jeho bratranec vévoda Bourbonský, jenž byl prvním ministrem Ludvíka XV., jej z vlády vyloučil, neboť Ludvík usiloval o restauraci převahy orleánského domu; opíral se přitom o svého věrného přítele hraběte d'Argenson, jmenovaného v roce 1723 kancléřem orleánského domu. Jak první Princ královské krve vstoupil do všech rad a výborů a neváhal vyjadřovat své názory k politickým záležitostem.
Jeho vztahy s králem Ludvíkem XV. – jenž byl jeho vrstevníkem – byly srdečné a upřímné, včetně domlouvání králi při jeho špatných rozhodnutích. Královna Marie Leszczyńská mu projevovala velké sympatie, stejně jako kardinál Fleury. Přesto však v roce 1740 Ludvík XV. na radu Fleuryho odmítl dát souhlas ke sňatku syna vévody orleánského (Ludvíka Filipa) se svou dcerou Annou Henriettou, třebaže oba mladí lidé byli do sebe hluboce zamilováni. Ludvík XV. měl vedle osmi dcer pouze jediného syna (Ludvík Ferdinand Bourbonský; druhý chlapec, Filip Ludvík, zemřel jako tříleté dítě); v případě jeho smrti by rovnocenné nároky na francouzský trůn mohli vznést jak vévoda orleánský, tak španělský král Filip V., který považoval za neplatné své zřeknutí se práv k francouzskému trůnu, jež obsahovala mírová smlouva z Utrechtu z roku 1713. Manželství královy dcery se synem vévody orleánského by arci dalo v případě sporu velkou výhodu posledně jmenovanému. To by ale znamenalo znepřátelení si Španělska, čemuž se kardinál snažil zabránit.

### Poslední léta a smrt
Roku 1742 se Ludvík Orleánský, jehož zbožnost vzrostla poté, co ovdověl, uchýlil do kláštera Sainte-Geneviève, kde strávil zbytek svého života. Odtud řídil své záležitosti – spravoval svůj majetek, přijímal a podporoval učence a věnoval se charitativní činnosti.
Měl pověst velmi dobrého hebraisty. Vytvořil kabinet přírodní historie a bohatou sbírku medailí; zanechal řadu děl o vzdělávání a zbožnosti, jež zůstaly v rukopise. Byl podezírán, že patří k jansenitům, avšak bez dostačujících důkazů.
Ke konci svých dní byl velmi nepokojného rozpoložení. Odmítal věřit tomu, že by mohl zemřít, a podle Besenvala zemřel bez poslední svátosti, neboť odmítal uznat své vnuky, což byla podmínka, již si asistující kněz k udělení posledního pomazání položil. Zemřel 4. února roku 1752 v opatství sv. Jenovéfy (Abbaye Sainte-Geneviève) v Paříži.

### Tituly
- 1703–1723 vévoda de Chartres (S.A.S. Monseigneur le duc de Chartres)
- 1723–1752 vévoda orleánský, de Valois, de Nemours a de Montpensier (S.A.S. Monseigneur le duc d'Orléans)
- 1709–1752, po smrti Jindřicha Julia de Bourbon-Condé první princ královské krve (S.A.S. Monsieur le Prince (neužíváno))

## Vývod z předků
|                     |                            |  |                          |                                    |  |  |  |  |  |  |  | Jindřich IV. Francouzský |
|                     |                            |  |                          |                                    |  |  |  |  |  |  |  |                          |
|                     | Ludvík XIII.               |  |                          |                                    |  |  |  |  |  |  |  |                          |
|                     |                            |  |                          |                                    |  |  |  |  |  |  |  |                          |
|                     |                            |  |                          | Marie Medicejská                   |  |  |  |  |  |  |  |                          |
|                     |                            |  |                          |                                    |  |  |  |  |  |  |  |                          |
|                     | Filip I. Orleánský         |  |                          |                                    |  |  |  |  |  |  |  |                          |
|                     |                            |  |                          |                                    |  |  |  |  |  |  |  |                          |
|                     |                            |  |                          | Filip III. Španělský               |  |  |  |  |  |  |  |                          |
|                     |                            |  |                          |                                    |  |  |  |  |  |  |  |                          |
|                     | Anna Rakouská              |  |                          |                                    |  |  |  |  |  |  |  |                          |
|                     |                            |  |                          |                                    |  |  |  |  |  |  |  |                          |
|                     |                            |  |                          | Markéta Habsburská                 |  |  |  |  |  |  |  |                          |
|                     |                            |  |                          |                                    |  |  |  |  |  |  |  |                          |
|                     | Filip II. Orleánský        |  |                          |                                    |  |  |  |  |  |  |  |                          |
|                     |                            |  |                          |                                    |  |  |  |  |  |  |  |                          |
|                     |                            |  |                          | Fridrich Falcký                    |  |  |  |  |  |  |  |                          |
|                     |                            |  |                          |                                    |  |  |  |  |  |  |  |                          |
|                     | Karel I. Ludvík Falcký     |  |                          |                                    |  |  |  |  |  |  |  |                          |
|                     |                            |  |                          |                                    |  |  |  |  |  |  |  |                          |
|                     |                            |  |                          | Alžběta Stuartovna                 |  |  |  |  |  |  |  |                          |
|                     |                            |  |                          |                                    |  |  |  |  |  |  |  |                          |
|                     | Alžběta Šarlota Falcká     |  |                          |                                    |  |  |  |  |  |  |  |                          |
|                     |                            |  |                          |                                    |  |  |  |  |  |  |  |                          |
|                     |                            |  |                          | Vilém V. Hesensko-Kasselský        |  |  |  |  |  |  |  |                          |
|                     |                            |  |                          |                                    |  |  |  |  |  |  |  |                          |
|                     | Šarlota Hesensko-Kasselská |  |                          |                                    |  |  |  |  |  |  |  |                          |
|                     |                            |  |                          |                                    |  |  |  |  |  |  |  |                          |
|                     |                            |  |                          | Amálie Alžběta z Hanau-Münzenbergu |  |  |  |  |  |  |  |                          |
|                     |                            |  |                          |                                    |  |  |  |  |  |  |  |                          |
| Ludvík I. Orleánský |                            |  |                          |                                    |  |  |  |  |  |  |  |                          |
|                     |                            |  |                          |                                    |  |  |  |  |  |  |  |                          |
|                     |                            |  | Jindřich IV. Francouzský |                                    |  |  |  |  |  |  |  |                          |
|                     |                            |  |                          |                                    |  |  |  |  |  |  |  |                          |
|                     | Ludvík XIII.               |  |                          |                                    |  |  |  |  |  |  |  |                          |
|                     |                            |  |                          |                                    |  |  |  |  |  |  |  |                          |
|                     |                            |  |                          | Marie Medicejská                   |  |  |  |  |  |  |  |                          |
|                     |                            |  |                          |                                    |  |  |  |  |  |  |  |                          |
|                     | Ludvík XIV.                |  |                          |                                    |  |  |  |  |  |  |  |                          |
|                     |                            |  |                          |                                    |  |  |  |  |  |  |  |                          |
|                     |                            |  |                          | Filip III. Španělský               |  |  |  |  |  |  |  |                          |
|                     |                            |  |                          |                                    |  |  |  |  |  |  |  |                          |
|                     | Anna Rakouská              |  |                          |                                    |  |  |  |  |  |  |  |                          |
|                     |                            |  |                          |                                    |  |  |  |  |  |  |  |                          |
|                     |                            |  |                          | Markéta Habsburská                 |  |  |  |  |  |  |  |                          |
|                     |                            |  |                          |                                    |  |  |  |  |  |  |  |                          |
|                     | Františka Marie Bourbonská |  |                          |                                    |  |  |  |  |  |  |  |                          |
|                     |                            |  |                          |                                    |  |  |  |  |  |  |  |                          |
|                     |                            |  |                          | Gaspard de Rochechouart            |  |  |  |  |  |  |  |                          |
|                     |                            |  |                          |                                    |  |  |  |  |  |  |  |                          |
|                     | Gabriel de Rochechouart    |  |                          |                                    |  |  |  |  |  |  |  |                          |
|                     |                            |  |                          |                                    |  |  |  |  |  |  |  |                          |
|                     |                            |  |                          | Louise de Maure                    |  |  |  |  |  |  |  |                          |
|                     |                            |  |                          |                                    |  |  |  |  |  |  |  |                          |
|                     | Madame de Montespan        |  |                          |                                    |  |  |  |  |  |  |  |                          |
|                     |                            |  |                          |                                    |  |  |  |  |  |  |  |                          |
|                     |                            |  |                          | Jean de Grandseigne                |  |  |  |  |  |  |  |                          |
|                     |                            |  |                          |                                    |  |  |  |  |  |  |  |                          |
|                     | Diane de Grandseigne       |  |                          |                                    |  |  |  |  |  |  |  |                          |
|                     |                            |  |                          |                                    |  |  |  |  |  |  |  |                          |
|                     |                            |  |                          | Kateřina de La Béraudière          |  |  |  |  |  |  |  |                          |
|                     |                            |  |                          |                                    |  |  |  |  |  |  |  |                          |